# 埃爾普利塞山
46°44′50.1″N 9°38′51.4″E / 46.747250°N 9.647611°E

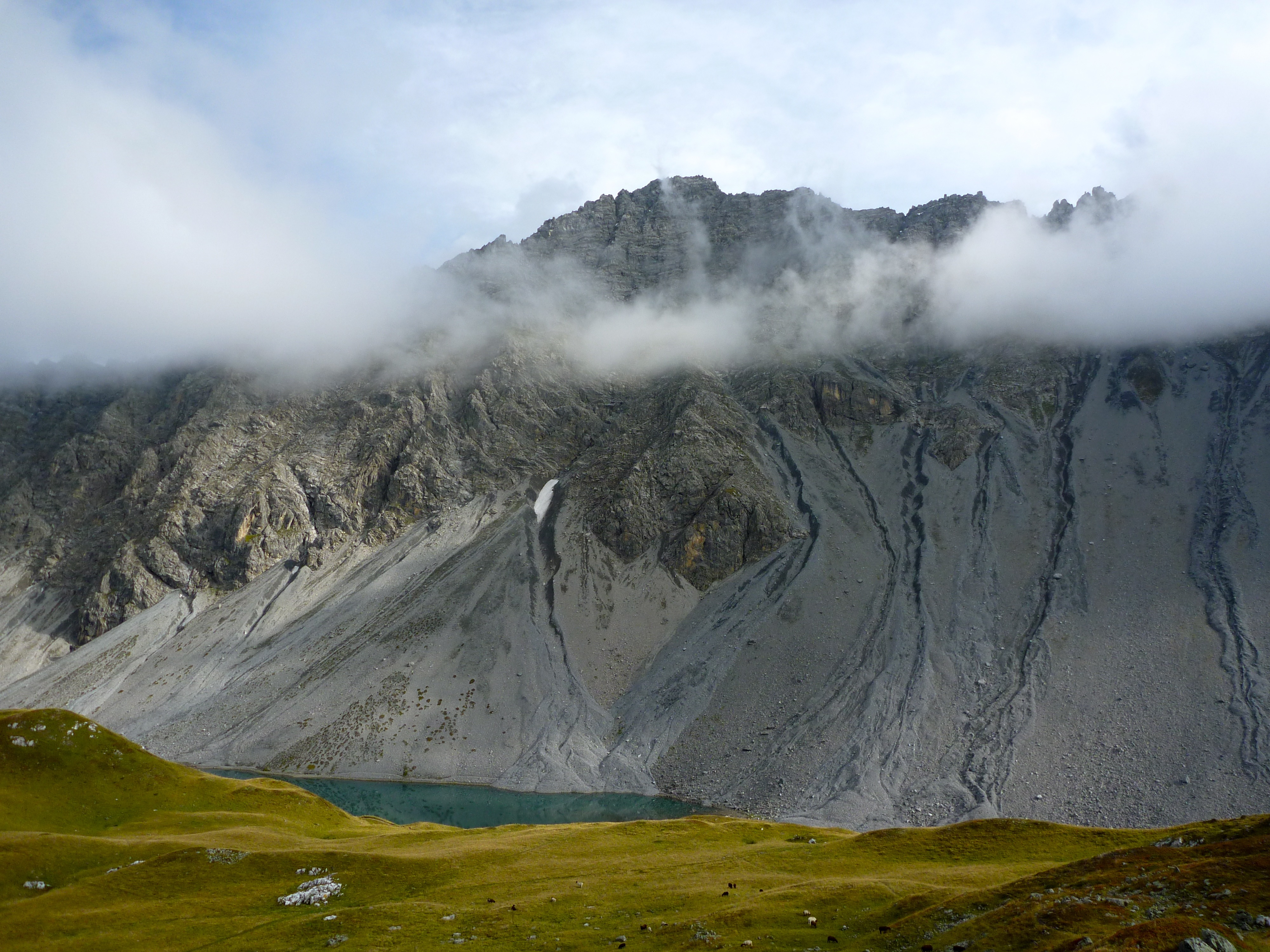

埃爾普利塞山（Älpliseehorn），是瑞士的山峰，位於該國東南部，由格勞賓登州負責管轄，屬於普萊蘇爾阿爾卑斯山脈的一部分，海拔高度2,725米，每年平均降雨量1,729毫米。